# Kossicha (Region Altai)
Kossicha (russisch Косиха) ist ein Dorf (selo) in der Region Altai (Russland) mit 5229 Einwohnern (Stand 14. Oktober 2010).

## Geographie
Der Ort liegt gut 50 km Luftlinie östlich des Regionsverwaltungszentrums Barnaul im Bereich des Bijsk-Tschumysch-Höhenzuges (Bijsko-Tschumyschskaja woswyschennost) am Fluss Lossicha, der etwa gegenüber Barnaul in den Ob mündet.
Kossicha ist Verwaltungssitz des Rajons Kossichinski sowie Sitz der Landgemeinde Kossichinski selsowet, zu der neben dem Dorf Kossicha noch das Dorf Pustyn gehört.

## Geschichte
Das Dorf wurde 1751 gegründet und ist seit 1924 Zentrum eines Rajons.

### Bevölkerungsentwicklung
| Jahr | Einwohner |
| ---- | --------- |
| 1939 | 4007      |
| 1959 | 3882      |
| 1970 | 3482      |
| 1979 | 4230      |
| 1989 | 5266      |
| 2002 | 5656      |
| 2010 | 5229      |

Anmerkung: Volkszählungsdaten

## Verkehr
Straßenanbindung besteht zur etwa 15 km südwestlich vorbeiführenden Fernstraße M52 Tschuiski trakt, die Nowosibirsk vorbei an Barnaul und Gorno-Altaisk mit der mongolischen Grenze bei Taschanta verbindet. In dem Bereich folgt der Straße die Eisenbahnstrecke Nowoaltaisk (Altaiskaja) – Bijsk mit dem Haltepunkt Kossicha und den nächstgelegenen Bahnhöfen Bajunowo und Nalobicha.

## Söhne und Töchter des Ortes
- Robert Roschdestwenski (1932–1994), Dichter